# Liste der Baudenkmäler in Übersee (Chiemgau)
Auf dieser Seite sind die Baudenkmäler in der oberbayerischen Gemeinde Übersee zusammengestellt. Diese Tabelle ist eine Teilliste der Liste der Baudenkmäler in Bayern. Grundlage ist die Bayerische Denkmalliste, die auf Basis des Bayerischen Denkmalschutzgesetzes vom 1. Oktober 1973 erstmals erstellt wurde und seither durch das Bayerische Landesamt für Denkmalpflege geführt wird. Die folgenden Angaben ersetzen nicht die rechtsverbindliche Auskunft der Denkmalschutzbehörde.

## Baudenkmäler nach Ortsteilen

### Übersee
| Lage                           | Objekt                                                | Beschreibung | Akten-Nr.     | Bild           |
| ------------------------------ | ----------------------------------------------------- | --- | ------------- | -------------- |
| Dorfstraße 30 (Standort)       | Katholische Pfarrkirche St. Nikolaus                  | stattlicher neugotischer Sichtziegelbau mit hohem Westturm und polygonalem, von Anbauten flankiertem Chor, von Josef Elsner sen., 1902–04; mit Ausstattung. | D-1-89-159-1  | weitere Bilder |
| Dorfstraße 35 (Standort)       | Gasthof Hinterwirt                                    | Massivbau mit Flachsatteldach und gewölbtem Fletz, auf der Giebelseite ornamentale und figürliche Fresken, Ende 18. Jahrhundert, Inneres 1992 weitgehend erneuert. | D-1-89-159-2  | weitere Bilder |
| Grassauer Straße 17 (Standort) | Evang.-Luth. Ewigkeitskirche                          | Zentralbau über siebeneckigem Grundriss mit hohem Holzschindelzeltdach und Sichtbetonportal, westlich anschließender Kirchturm mit steilem Holzschindelzeltdach, von Franz Lichtblau und Ludwig J. N. Bauer, 1964/65; mit Ausstattung | D-1-89-159-44 | BW             |
| Kirchweg 1 (Standort)          | Ehemalige Schule, jetzt Rathaus                       | Bau mit flachem Walmdach und profiliertem Traufgesims, erbaut 1838–40, erneuert 1951. | D-1-89-159-4  | weitere Bilder |
| Kirchweg 4 (Standort)          | Pfarrhaus                                             | verputzter Massivbau mit steilem Satteldach und Gusseisen-Balkon über dem traufseitiger Osteingang, Haustür bezeichnet mit dem Jahr 1850. | D-1-89-159-8  | weitere Bilder |
| Ringstraße 13 (Standort)       | Hofkapelle                                            | zu Ringstraße 16, kleiner Bau mit offenem Eingang, wohl erste Hälfte 19. Jahrhundert. | D-1-89-159-5  | weitere Bilder |
| Ringstraße 16 (Standort)       | Stattliches Bauernhaus                                | mit doppelter Widerkehr, Wohnteil massiv mit hohem Kniestock, profilierten Pfettenköpfen und Balusterlauben, im Kern 18. Jahrhundert, Sandstein-Türgewände bezeichnet mit dem Jahr 1803, gewölbter Stall zweite Hälfte 19. Jahrhundert; zugehörig zweigeschossiger Getreidekasten, 17./18. Jahrhundert.                                                                                                  | D-1-89-159-6  | weitere Bilder |
| Ringstraße 20 (Standort)       | Bauernhaus                                            | mit doppelter Widerkehr, Wohnteil aus Mischmauerwerk, mit Kniestock und Balusterlauben, Fletz- und Laubentüren in Neurenaissanceformen, an der Firstpfette bezeichnet mit dem Jahr 1896, im Kern wohl älter, Stall mit Böhmischem Kappengewölbe. | D-1-89-159-7  | weitere Bilder |
| Ringstraße 35 (Standort)       | Bauernhaus                                            | Wohnteil aus Mischmauerwerk, mit Kniestock und Balusterlauben, an der Firstpfette bezeichnet mit dem Jahr 1863, Wirtschaftsteil mit ehemaliger Mittertenne und südlichem Hakenschopf zeitgleich, nördliche Widerkehr 20. Jahrhundert; Parallelstadel mit Quertenne, an der Firstpfette bezeichnet mit dem Jahr 1839, eingebaut eingeschossiger Getreidekasten, am Türsturz bezeichnet mit dem Jahr 1660. | D-1-89-159-3  | weitere Bilder |
| Ringstraße 37 a (Standort)     | Ehemaliger Pfarrstadel, jetzt Pfarrheim und -bücherei | stattlicher Bau mit mittelsteilem Satteldach, ehemaliger Stall mit Böhmischem Kappengewölbe, erbaut 1850. | D-1-89-159-9  | weitere Bilder |
| Ringstraße 38 (Standort)       | Bauernhaus                                            | mit doppelter Widerkehr, Wohnteil massiv, Fletztür bezeichnet mit dem Jahr 1846, Dachanhebung 1922 (bezeichnet mit dem Jahr an der Firstpfette) und Überformung mit verschaltem Giebel und Hochlaube, Querstadel mit hofseitigem Bundwerk, erstes Viertel 20. Jahrhundert. | D-1-89-159-10 | weitere Bilder |
| Ringstraße 44 (Standort)       | Fletz- und Laubentür                                  | mit Sandsteingewänden, bezeichnet mit dem Jahr 1854. | D-1-89-159-11 | BW             |
| Sichlerweg 39 (Standort)       | Hofkapelle, sogenannte Sichler-Kapelle                | kleiner Bau mit polygonalem Schluss und weit vorgezogenem Dach auf zwei Holzstützen, im Inneren bezeichnet mit dem Jahr 1878; mit Ausstattung. | D-1-89-159-37 | BW             |

### Feldwies
| Lage                          | Objekt                                        | Beschreibung | Akten-Nr.     | Bild                                          |
| ----------------------------- | --------------------------------------------- | --- | ------------- | --------------------------------------------- |
| Blumenweg 5 (Standort)        | „Exter-Kunsthaus“, ehemaliges Kleinbauernhaus | massiver Wohnteil mit zwei neugotischen Lauben, an der Firstpfette bezeichnet mit dem Jahr 1826, Wirtschaftsteil von Julius Exter 1904 zum Atelier umgebaut; seit 1980 Galerie und Museum. | D-1-89-159-19 | „Exter-Kunsthaus“, ehemaliges Kleinbauernhaus |
| Greimelstraße 9 (Standort)    | Kapelle                                       | Rechteckbau mit eingezogener polygonaler Apsis und Dachreiter, erbaut 1868; mit Ausstattung. | D-1-89-159-18 | weitere Bilder                                |
| Greimelstraße 19 (Standort)   | Wohnteil des ehemaligen Bauernhauses          | mit reichem ornamentalen und figürlichen Freskenschmuck, erstes Drittel 19. Jahrhundert, Kniestock, Dach, Giebel- und Hochlaube um 1930/40. | D-1-89-159-21 | Wohnteil des ehemaligen Bauernhauses          |
| Greimelstraße 30 (Standort)   | Gasthof Feldwies                              | stattlicher Bau mit gewölbtem Fletz, im Kern 17. Jahrhundert, reich gestaltete Fassade mit Medaillonmalereien und stuckierten Fensterumrahmungen, gegen 1800, wohl im frühen 20. Jahrhundert überarbeitet, Dach angehoben und erneuert, Firstpfette bezeichnet mit dem Jahr 1949; rückwärtiger Saalbau mit Bühne und dreiseitiger Empore, um 1936/38. | D-1-89-159-22 | weitere Bilder                                |
| Greimelstraße 30 a (Standort) | Ehemaliges Zuhaus zum Gasthof                 | zweigeschossiger Massivbau mit steilem Schopfwalmdach, um 1840, reiche Putzgliederung Anfang 20. Jahrhundert. | D-1-89-159-23 | weitere Bilder                                |
| Seerosenweg 30 (Standort)     | Wohnteil des ehemaligen Kleinbauernhauses     | mit Blockbau-Obergeschoss, Giebellaube erneuert, Hochlaube mit gesägter Brüstung und seitlichen Taubenkobeln, an der Firstpfette bezeichnet mit dem Jahr 1735. | D-1-89-159-24 | Wohnteil des ehemaligen Kleinbauernhauses     |
| Seeweg 33 (Standort)          | Ehemaliges Kleinbauernhaus                    | Obergeschoss und Giebel des Wohnteils in Blockbau mit ornamental gestaltetem Malschrot, Anfang 18. Jahrhundert, Wirtschaftsteil mit Hakenschopf ausgebaut. | D-1-89-159-25 | BW                                            |
| Seeweg 37 (Standort)          | Kleinbauernhaus                               | verputzter Wohnteil, Obergeschoss teilweise noch Blockbau, Firstpfette bezeichnet mit dem Jahr 1737, Befensterung und Laubenbrüstung 19. Jahrhundert, Wirtschaftsteil nach 1900 erneuert. | D-1-89-159-26 | BW                                            |

### Weitere Ortsteile
| Lage                                    | Objekt                                                 | Beschreibung | Akten-Nr.     | Bild           |
| --------------------------------------- | ------------------------------------------------------ | --- | ------------- | -------------- |
| Albererweg 28 (Standort)                | Ehemaliges Kleinbauernhaus                             | Mittertennbau, Wohnteil mit Blockbau-Obergeschoss, verbretterter Giebel- und Hochlaube, letztere flankiert von zwei Taubenkobeln, an der Firstpfette bezeichnet mit dem Jahr 1767; Stallteil modern ausgebaut. | D-1-89-159-12 | weitere Bilder |
| Almau 1 (Standort)                      | Katholische Filialkirche St. Leonhard                  | Saalbau mit polygonalem Chor, im Kern spätgotisch, im 17. und 18. Jahrhundert barockisiert, Dachreiter mit Zwiebel sowie Sakristeianbau 18. Jahrhundert; mit Ausstattung. | D-1-89-159-13 | BW             |
| Aumühle 1 (Standort)                    | ehemalige Mahlmühle                                    | Massivbau aus Bruch- und Tuffstein mit mittelsteilem Satteldach, Giebelspitze in Form einer gesägten Laubenbrüstung, wohl Ende 18. Jahrhundert; im Norden Reste der Wehranlage, 20. Jahrhundert. | D-1-89-159-36 | BW             |
| Baumgarten 13 (Standort)                | Ortskapelle                                            | kleiner Bau mit eingezogener Apsis und Dachreiter, neuromanisch, erbaut 1889; mit Ausstattung. | D-1-89-159-14 | BW             |
| Baumgarten 14 (Standort)                | Bauernhaus                                             | mit doppelter Widerkehr, Wohnteil aus Brockenmauerwerk und Schlackensteinen, mit hohem Kniestock und mittelsteilem Pfettendach, Ende 19. Jahrhundert, Lauben erneuert. | D-1-89-159-15 | BW             |
| Baumgarten 31 (Standort)                | Stadel                                                 | mit Flachsatteldach, an der Firstpfette bezeichnet mit dem Jahr 1830, mit eingebautem, wohl älterem Getreidekasten. | D-1-89-159-17 | BW             |
| Frenthal, Nähe Moosbach (Standort)      | Marterl                                                | Rotmarmor, Anfang 19. Jahrhundert, bezeichnet mit dem Jahr (?)03, Bildtafel erneuert; am Bach südlich der Aumühle. | D-1-89-159-41 | BW             |
| Gassen 1 (Standort)                     | Hofkapelle                                             | kleiner, hoher Rechteckbau mit geradem Schluss und Putzgliederung, neuromanisch, im Innern bezeichnet mit dem Jahr 1846; mit Ausstattung. | D-1-89-159-27 | weitere Bilder |
| Gries, Dornau 1 a (Standort)            | Holzfigur des hl. Johann Nepomuk                       | zweite Hälfte 18. Jahrhundert; an der Brücke über den Übersee-Bach. | D-1-89-159-28 | BW             |
| Gries, Feldwieser Straße 79 (Standort)  | Kruzifix                                               | mit hölzernem, reich geschnitztem neugotischen Wettermantel, bezeichnet mit dem Jahr 1925. | D-1-89-159-40 | BW             |
| Neuwies 11 (Standort)                   | Ehemaliger Einfirsthof mit Mittertenne und Hakenschopf | Wohnteil aus offenem Bruchstein-Mauerwerk mit Schlackensteinen, Giebelfeld Blockbau, Ende 18. Jahrhundert, behutsamer Ausbau zum Ferienhaus durch Willi und Rupprecht Geiger ab 1931. | D-1-89-159-29 | BW             |
| Seethal, Achenzipf (Standort)           | Nikolauskapelle, sogenannte Achenzipfkapelle           | bezeichnet mit dem Jahr 1808 und 1952; mit Ausstattung; am Chiemseeufer. | D-1-89-159-30 | BW             |
| Seethal 11 (Standort)                   | Bauernhaus mit Widerkehr                               | Wohnteil zweigeschossig mit vorkragendem Flachsatteldach, verbrettertem Kniestock, Laube und Hochlaube, aus Bruchsteinmauerwerk, Widerkehr in Ständerbauweise, 1927, Stall mit Gewölben, 19. Jh. | D-1-89-159-43 | BW             |
| Wasen 12 (Standort)                     | stattlicher Parallelstadel                             | mit Längs- und Quertenne, Hochlaube und traufseitiger Laube, Firstpfette bezeichnet mit dem Jahr 1819; einbezogen zweigeschossiger Getreidekasten, Erdgeschoss 16./17. Jahrhundert, Obergeschoss 17./18. Jahrhundert. | D-1-89-159-31 | BW             |
| Wessen, Nähe Wessener Straße (Standort) | Torfbahnhof                                            | Angelegt 1920 durch die Strafvollzugsanstalt Bernau als Torf-Verarbeitungs- und Verladestation am nördlichen Rand der Kendlmühlfilzen; Hauptgebäude mehrgeschossiger, in der Höhe gestaffelter verschalter Holzständerbau, mit Förder- und Verladeeinrichtungen; zugehörig Büro- und Lagergebäude, Wagen- und Gerätehallen sowie ehemaliges Torfmeister- und Werkstattgebäude, zum Teil nach 1920 erneuert bzw. erweitert, heute Bayerisches Moor- und Torfmuseum; mit Gleisanlagen der Feldbahn und Zuggarnituren zum Material- und Personentransport; nördlich von Rottau an der Eisenbahnlinie München–Salzburg. | D-1-89-159-35 | weitere Bilder |
| Wessen 1 a (Standort)                   | Gefangenen-Kapelle                                     | längsrechteckiger Nagelfluhbau mit eingezogenem Halbrundchor und hölzernem Dachreiter, 1948 von den Gefangenen der Strafvollzugsanstalt Bernau errichtet; mit Ausstattung. | D-1-89-159-32 | BW             |
| Wessen 1 a (Standort)                   | Wohnteil des ehemaligen Bauernhauses                   | Massivbau mit Flachsatteldach und profilierten Pfettenköpfen, um 1800; 1942 Einrichtung von Schlafsälen für Gefangene der Strafvollzugsanstalt Bernau. | D-1-89-159-42 | BW             |
| Westerbuchberg 103 (Standort)           | Bauernhaus                                             | mit doppelter Widerkehr und Mittertenne mit Hocheinfahrt, Wohnteil massiv, mit erneuerten Lauben, Dach angehoben, an der Firstpfette bezeichnet mit dem Jahr 1792/1993, Widerkehr 1952. | D-1-89-159-34 | BW             |
| Westerbuchberg 104 (Standort)           | Katholische Filialkirche St. Peter und Paul            | Langhausmauern zum Teil noch romanisch, Einwölbung 1410–25, Chor 1426, Seitenschiffanbau 1514; mit Ausstattung (siehe auch: Altarretabel (Westerbuchberg)); Friedhofsmauer aus unverputztem Bruchsteinmauerwerk, wohl 18. Jahrhundert. | D-1-89-159-33 | weitere Bilder |

## Ehemalige Baudenkmäler
In diesem Abschnitt sind Objekte aufgeführt, die früher einmal in der Denkmalliste eingetragen waren, jetzt aber nicht mehr. Objekte, die in anderem Zusammenhang – also z. B. als Teil eines Baudenkmals – weiter eingetragen sind, sollen hier nicht aufgeführt werden. Aktennummern in diesem Abschnitt sind ehemalige, jetzt nicht mehr gültige Aktennummern.

| Lage                                 | Objekt     | Beschreibung | Akten-Nr.     | Bild |
| ------------------------------------ | ---------- | --- | ------------- | ---- |
| Feldwies Greimelstraße 10 (Standort) | Bauernhaus | mit doppelter Widerkehr, massiver Wohnteil im Kern barock, Kniestock und Hochlaube Ende 19. Jahrhundert. | D-1-89-159-39 | BW   |
| Greimelstraße 11 (Standort)          | Bauernhaus | mit doppelter Widerkehr, Wohnteil massiv mit hohem Kniestock und Biedermeier-Hochlaube, Firstpfette bezeichnet mit dem Jahr 1838; Wirtschaftsteil mit Quertenne, Ende 19. Jahrhundert nach Norden verlängert. | D-1-89-159-20 | BW   |